# Philipp-Mees-Platz

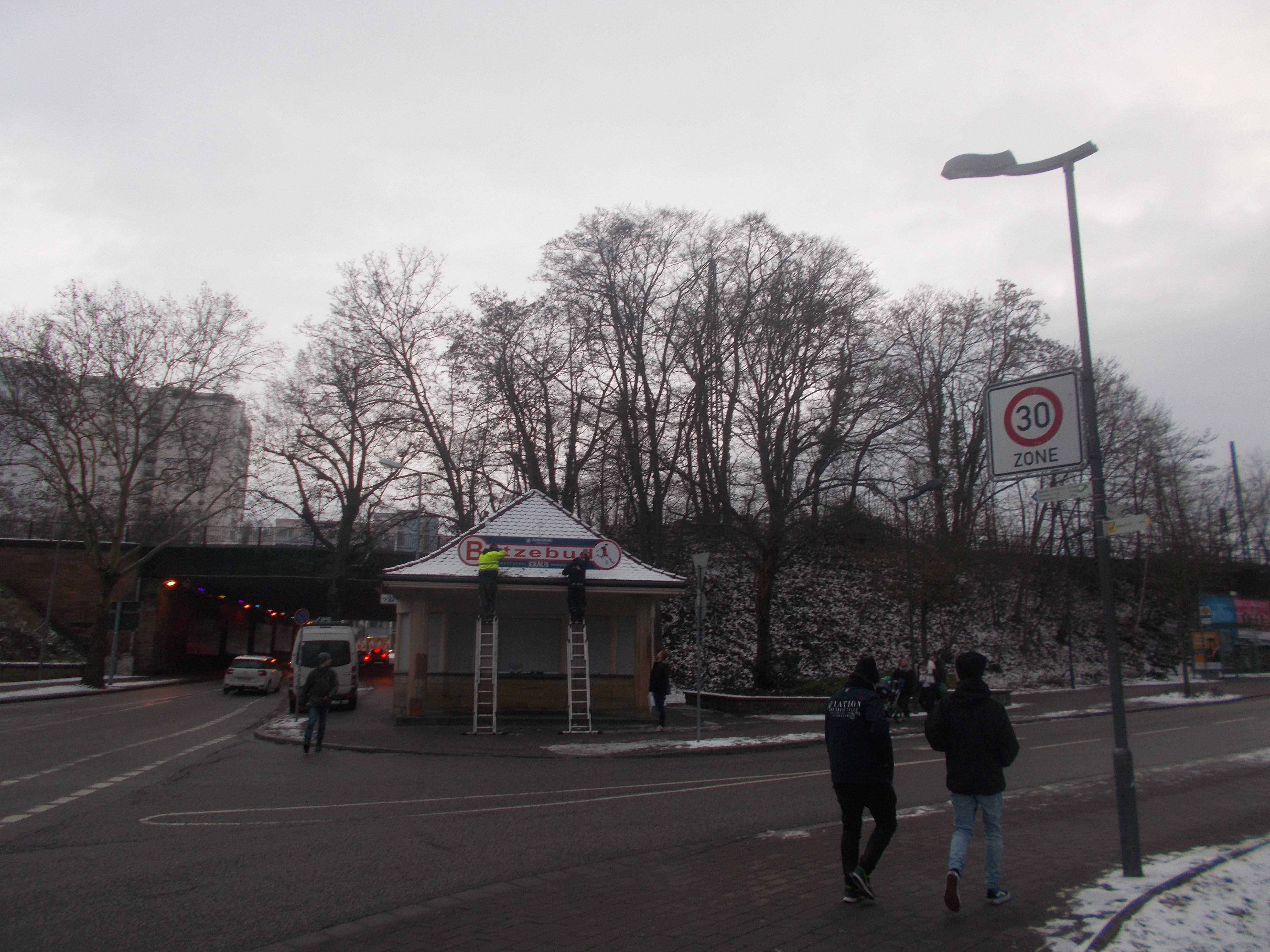
„Betzebud“

Der Philipp-Mees-Platz ist ein Platz in Kaiserslautern in der Nähe des Kaiserslauterer Hauptbahnhofs in der Innenstadt von Kaiserslautern.
Er ist nach dem Widerstandskämpfer Philipp Mees benannt.
Am Platz befindet sich das denkmalgeschützte Polizeipräsidium Westpfalz. Nördlich des Platzes führt die Logenstraße und südlich die Bahnhofstraße vorbei. Am nördlichen Ende des Platzes steht eine denkmalgeschützte Platane. Im Osten führt die Eisenbahnstraße, eine der Hauptgeschäftsstraßen von Kaiserslautern, am Platz vorbei. Gegenüber dem Platz liegt an der Bahnhofstraße auch der „Betzebud“ genannte Kiosk, der insbesondere während Spielen des 1. FC Kaiserslautern geöffnet ist und bis zu einem Besitzerwechsel 2018 noch „Buzzhaltestelle“ hieß.
Zur Fußball-Weltmeisterschaft 2006 wurde auf dem Platz das Kunstwerk „Fußball ohne Grenzen“ von Christel Lechner errichtet. Die Plastiken stellen Fußballspieler dar, welche jeweils Trikots von verschiedenen Teilnehmerländern tragen, die während der WM im Fritz-Walter-Stadion gegeneinander gespielt haben. Der Platz gerät immer wieder in die Schlagzeilen, da diese Figuren häufig Opfer von Vandalismus sind und dann aufwendig restauriert werden müssen.
Ab dem späten 19. Jahrhundert stand ein Bismarckdenkmal auf dem Platz. Figur und Löwe des Denkmals wurden bereits 1917 im Ersten Weltkrieg eingeschmolzen. Der Sockel stand noch bis 1935.
Am Platz befinden sich Stolpersteine für Philipp Mees, Oskar Brill und Adolf Höhn, die alle aus politischen Gründen im Dritten Reich verfolgt wurden. Aufgrund seiner Verbindung zur Nazi-Zeit wird der Platz häufig für Kundgebungen oder als Treffpunkt für Demonstrationen gegen Rechtsextremismus genutzt.